# LGA

AMD
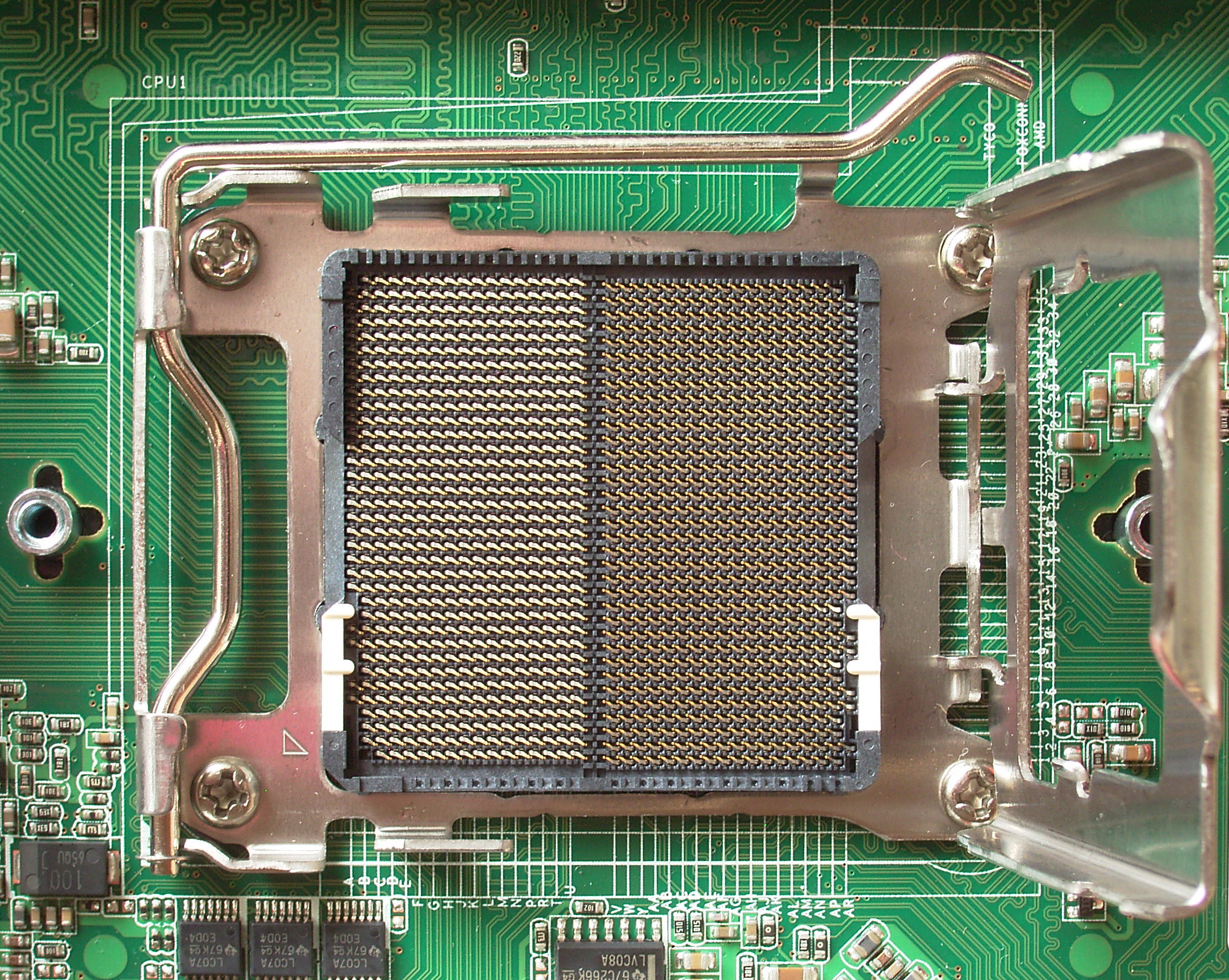
LGA 1207
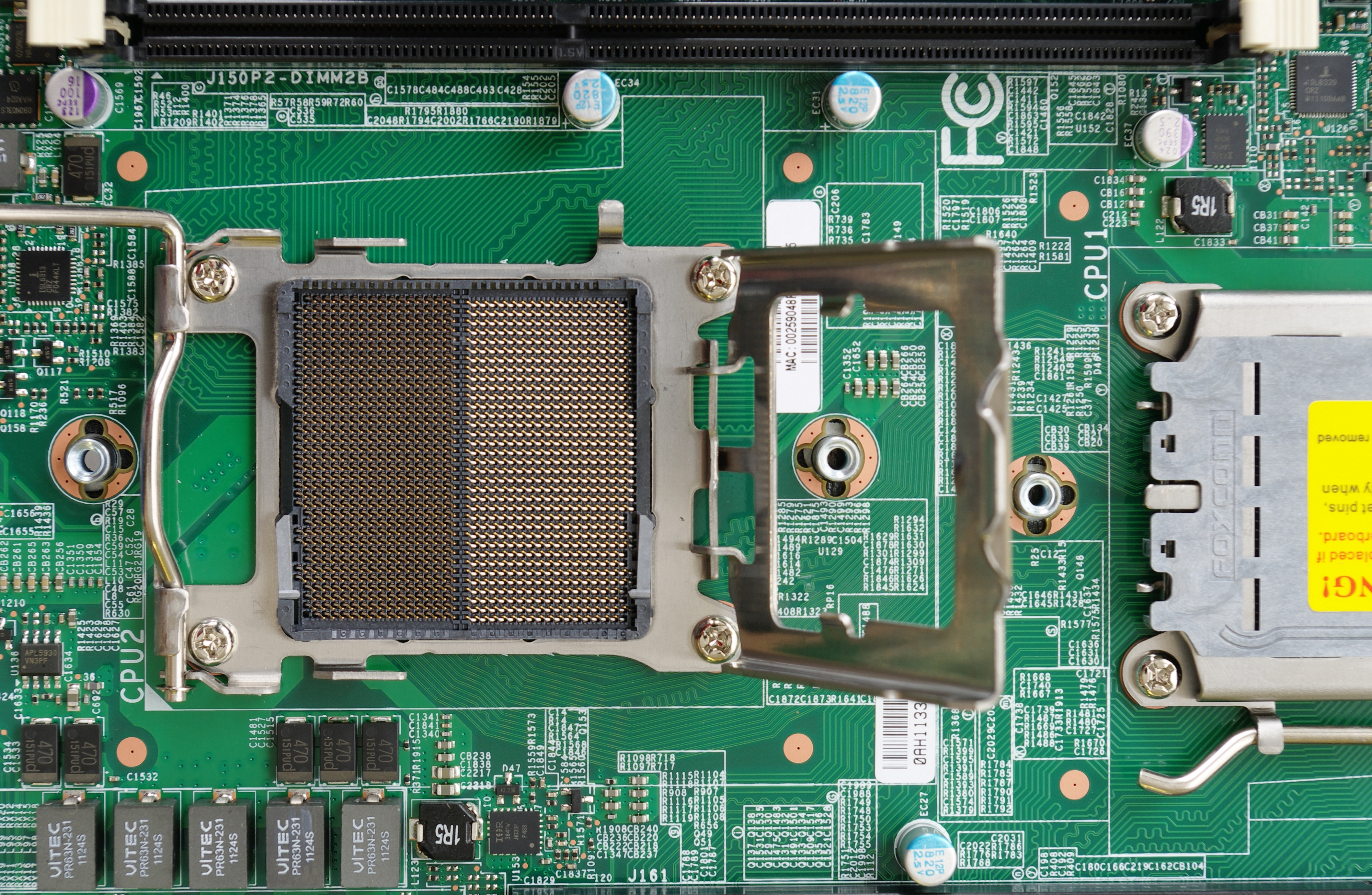
LGA 1207
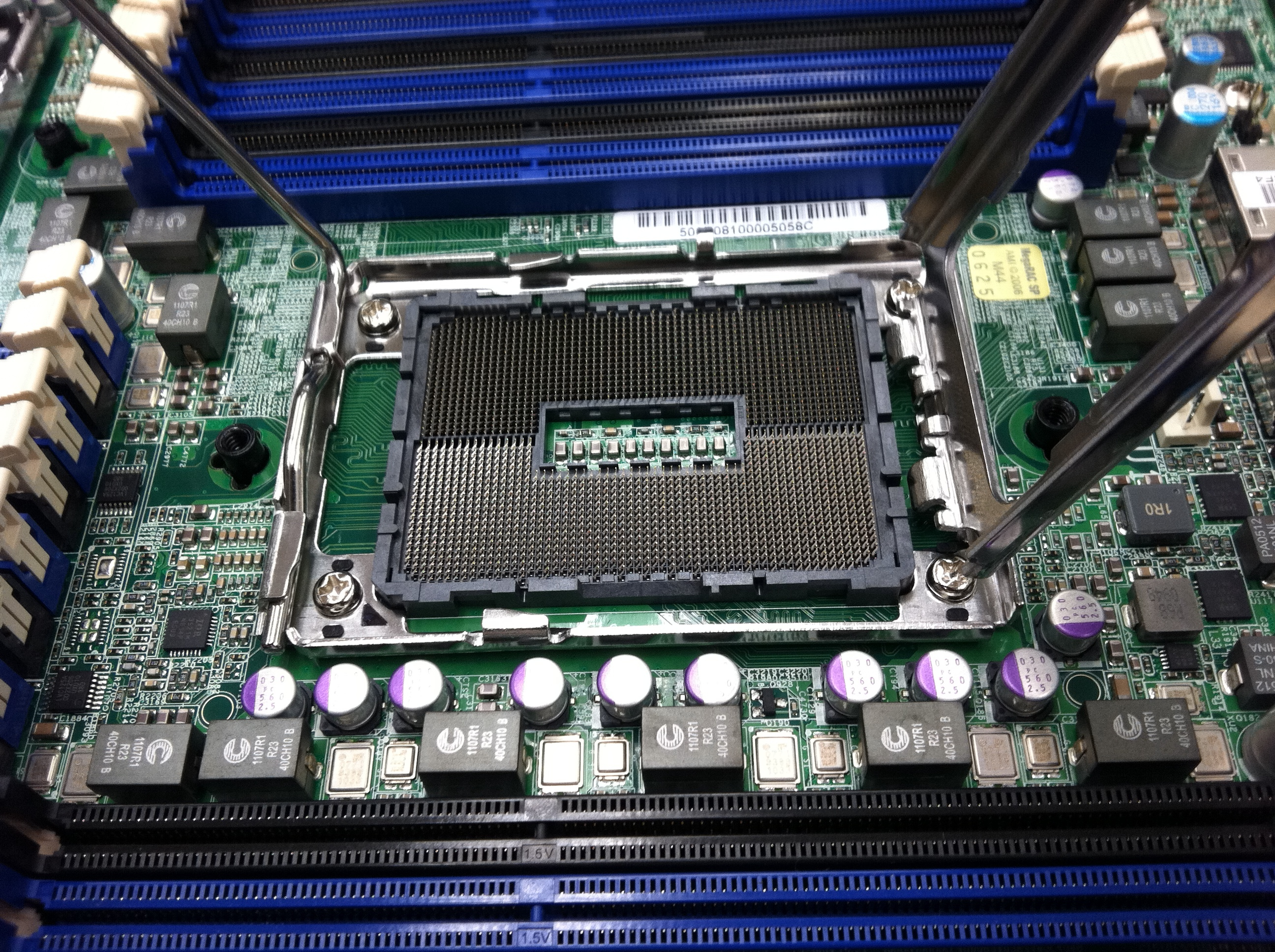
LGA 1944

LGA (англ. Land Grid Array) — вид корпусу мікросхеми для поверхневого монтажу, який характеризується наявністю виводів (ніжок) на сокеті, а не на мікросхемі. Мікросхема електрично з'єднується з друкованою платою або шляхом використання сокета або паянням матриці контактних площинок безпосередньо до плати.
Часто під LGA розуміють роз'єм, який використовується для установки процесорів, що прийшов на зміну FC-PGA у зв'язку із збільшенням у процесорів кількості виводів, а також споживаних струмів, що викликало паразитні наведення і появу паразитних ємностей між виводами ніжок процесора.
Особливістю роз'єму є те, що виводи перенесені з корпусу процесора на сам роз'єм - socket, що знаходиться на материнській платі. На корпусі процесора залишилася тільки матриця контактних ділянок. Вперше роз'єм LGA з 775 контактами (Socket T) був застосований компанією Intel для процесорів Pentium 4 c ядром Prescott в 2004 році.
Даний тип корпусу дозволяє знизити кількість пошкоджень під час перевезення процесорів, закріплених на материнській платі. При встановленні процесора на материнську плату з іншими роз'ємами його виводи щільно заходять в отвори на материнській платі. Таким чином, при транспортуванні готових комп'ютерів, де процесор вже встановлений на материнську плату, можливе зміщення процесора, пов'язане з тим, що радіатор охолодження може прогинатися при сильних ударах або при неправильному закріпленні. У цьому випадку, якщо контакти розташовуються на процесорі, то вони або ламаються або зрізують отвори на материнській платі. При використанні LGA виводи переносяться на материнську плату, а на самому процесорі присутні тільки контактні поверхні, а не отвори. Таким чином, зсув процесора не викликає серйозних ушкоджень.
Залежно від матеріалу корпусу виділяють три варіанти виконання:
- CLGA (Ceramic LGA) - має керамічний корпус;
- PLGA (Plastic LGA) - має пластиковий корпус;
- OLGA (Organic LGA) - має корпус з органічного матеріалу;

Існує компактний варіант корпусу OLGA з теплорозподілювачем, що має позначення FCLGA4.

Intel
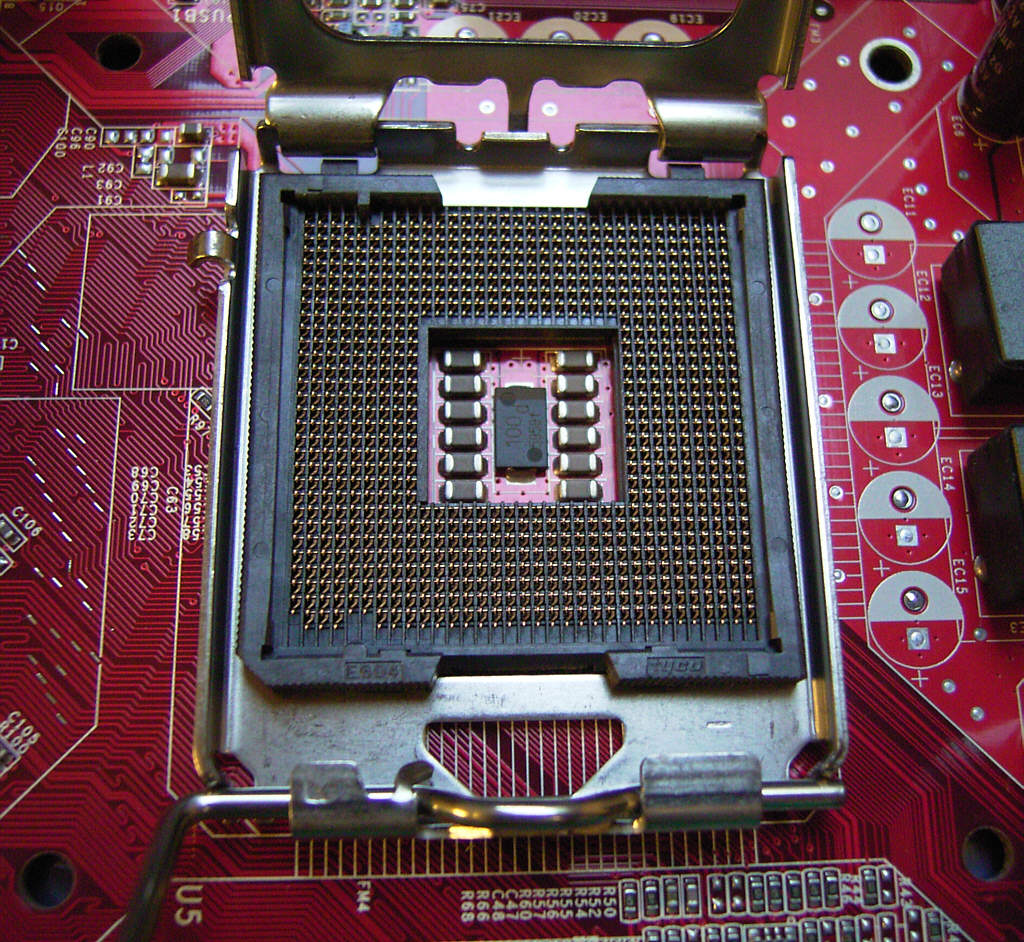
LGA 775
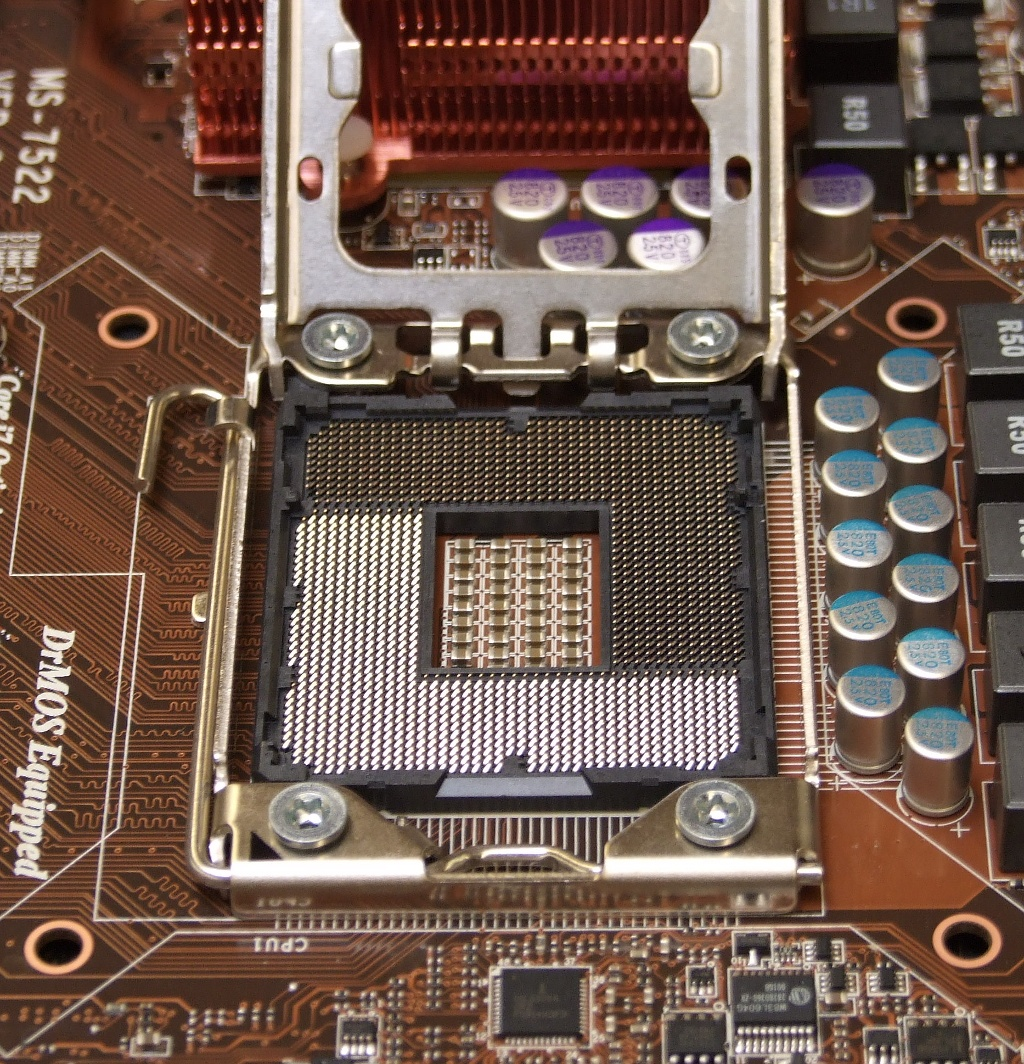
LGA 1366
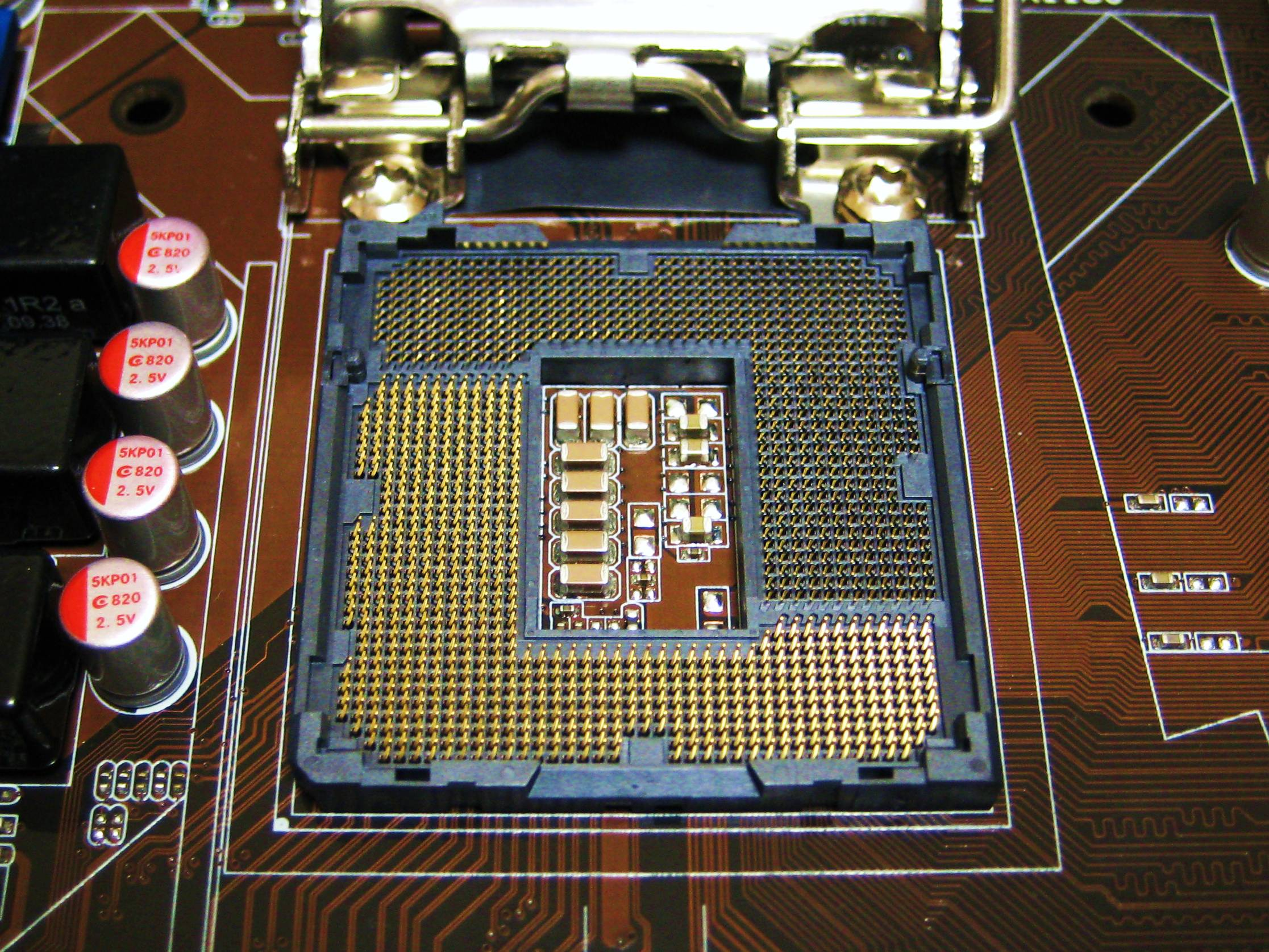
LGA 1156
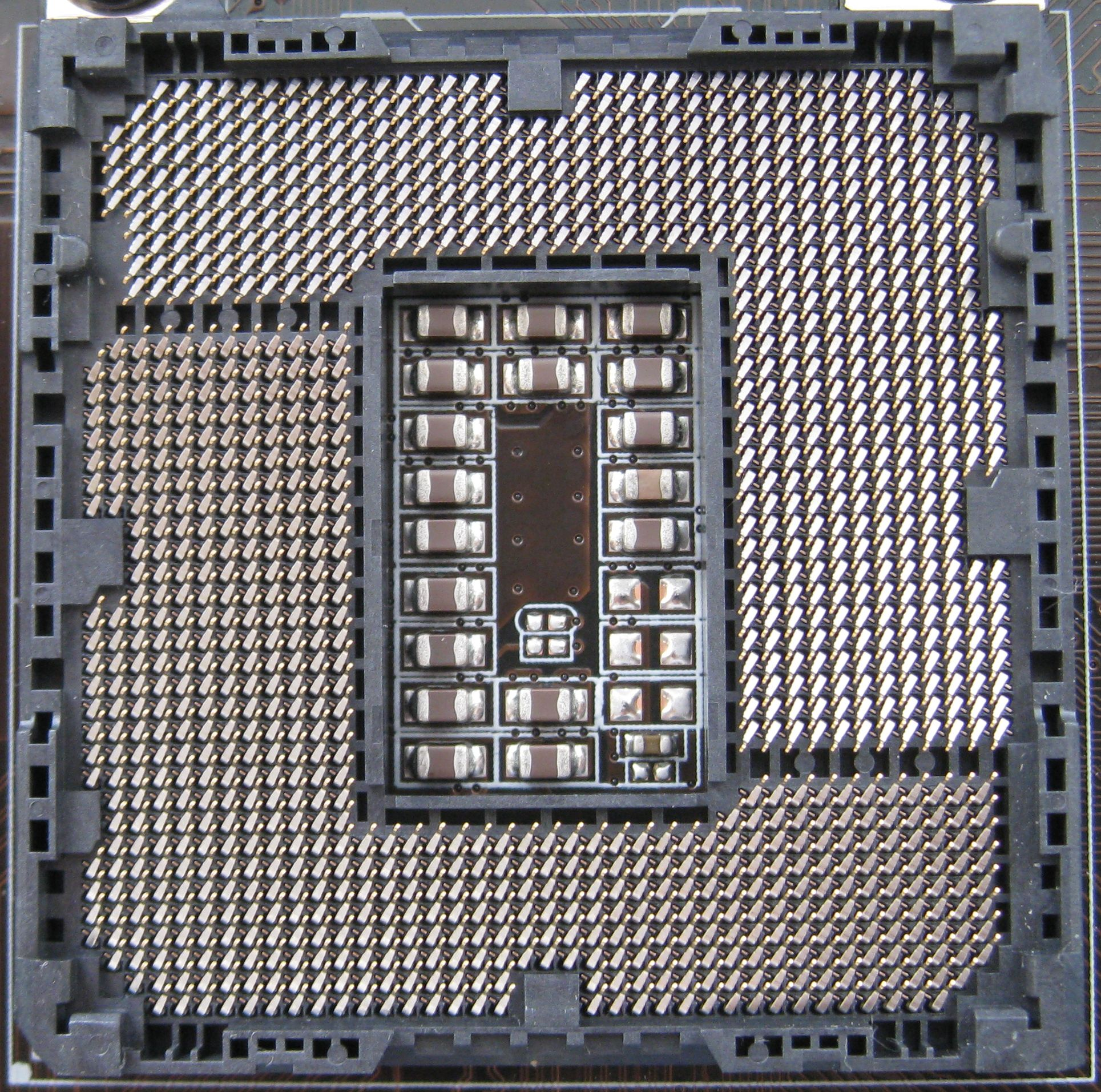
LGA 1155
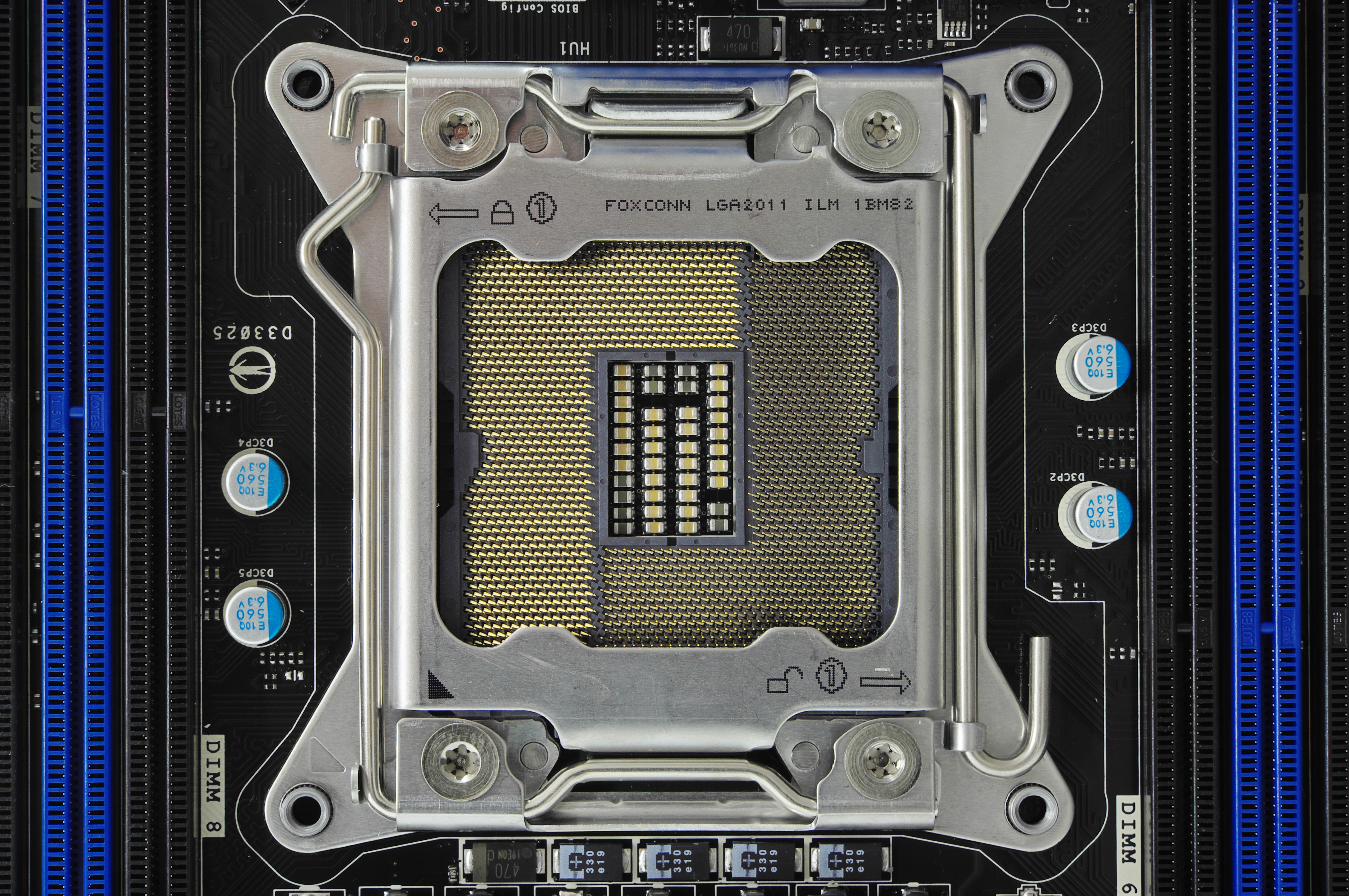
LGA 2011

- AMD
- LGA 1207
- LGA 1207
- LGA 1944